# شيرتر (مقاطعة فومن)
شيرتر (بالفارسية: شیرتر) هي قرية تقع في غيلان في إيران. يقدر عدد سكانها بـ 156 نسمة بحسب إحصاء 2016.